# Dobrava pri Konjicah
Dobrava pri Konjicah je naselje u slovenskoj Općini Slovenskim Konjicama. Dobrava pri Konjicah se nalazi u pokrajini Štajerskoj i statističkoj regiji Savinjskoj. 

## Stanovništvo
Prema popisu stanovništva iz 2002. godine naselje je imalo 87 stanovnika.